# Zufluchtskirche

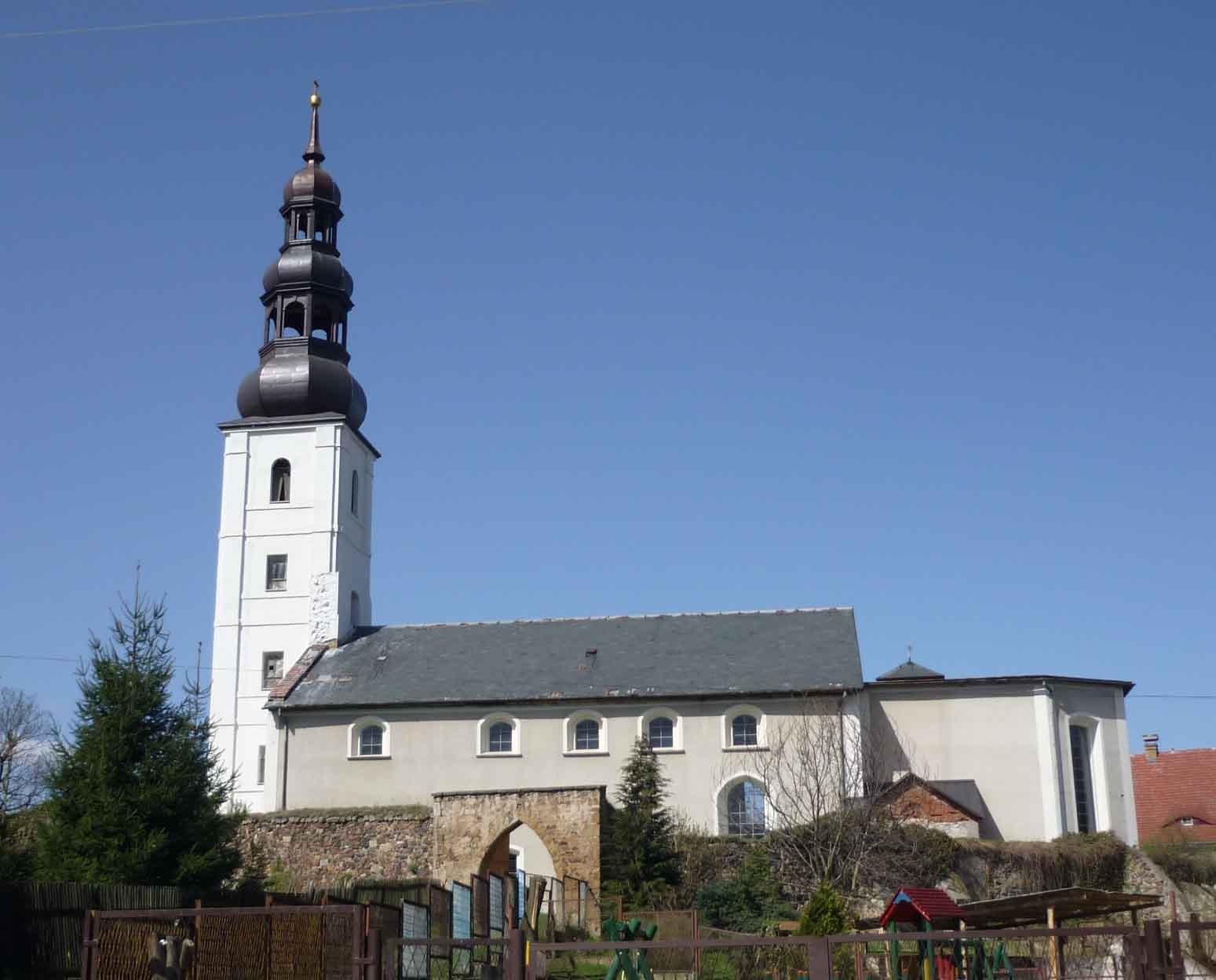
Ehemalige Zufluchtskirche in Probsthain

Zufluchtskirchen waren bestehende Gotteshäuser in evangelischen Landesteilen, die in der Nähe der damaligen Grenze zu katholischen Gebieten in Schlesien lagen und den evangelischen Schlesiern dieser Gebiete nach der Enteignung ihrer evangelischen Kirchen (1654–1668) Aufnahme und religiöse Zuflucht gewährten. In diese etwa 95 Kirchen wandten sich evangelische Schlesier, denen in ihrer Heimat die freie Religionsausübung fortan verwehrt war, d. h., sie gingen auf Kirchfahrt. Es gab
Zufluchtskirchen auf brandenburgischem Gebiet
in Großburg (Borek Strzeliński), einer ehemals brandenburgischen Enklave bei Strehlen, südlich von Breslau; außerdem in Polnisch-Nettkow (Nietków), Buckow (Buków), Griesel (Gryżyna), Leitersdorf (Sycowice), Palzig (Pałck), Schönborn (Kępsko) und Selchow (Żelechów).
Zufluchtskirchen auf sächsischem Gebiet
in Gebhardsdorf (Giebułtów), Marklissa (Leśna), Meffersdorf (Unięcice, jetzt Teil von Pobiedna), Ober-Wiesa (Wieża), Rengersdorf (Stankowice), Volkersdorf (Wolimierz), Siegersdorf (Zebrzydowa) und Sächsisch-Haugsdorf (Nawojów Łużycki) am Queis in der Oberlausitz.
Zufluchtskirchen auf polnischem Gebiet
in Weigmannsdorf (Wygnańczyce), Fraustadt (Wschowa), Schlichtingsheim (Szlichtyngowa), und Schlemsdorf (Szemzdrowo).
Zufluchtskirchen auf dem Gebiet der evangelischen schlesischen Fürstentümer
in Altenlohm (Stary Łom), Harpersdorf (Twardocice) (jetzt Ruine) und Probsthain (Proboszczów) bei Goldberg und Schreibendorf (Sarby) im Kreis Strehlen.

## 20. Jahrhundert
In den 1960er Jahren eigens für Vertriebene und Flüchtlinge errichtete Kirchengebäude in der Bundesrepublik Deutschland.
- Zufluchtskirche (Berlin)
- Zufluchtskirche (Füchtenfeld), Füchtenfeld
- Zufluchtskirche (Dünsen), Dünsen
- Kirche zur Zuflucht (Rockenau)